# Bältespännarna

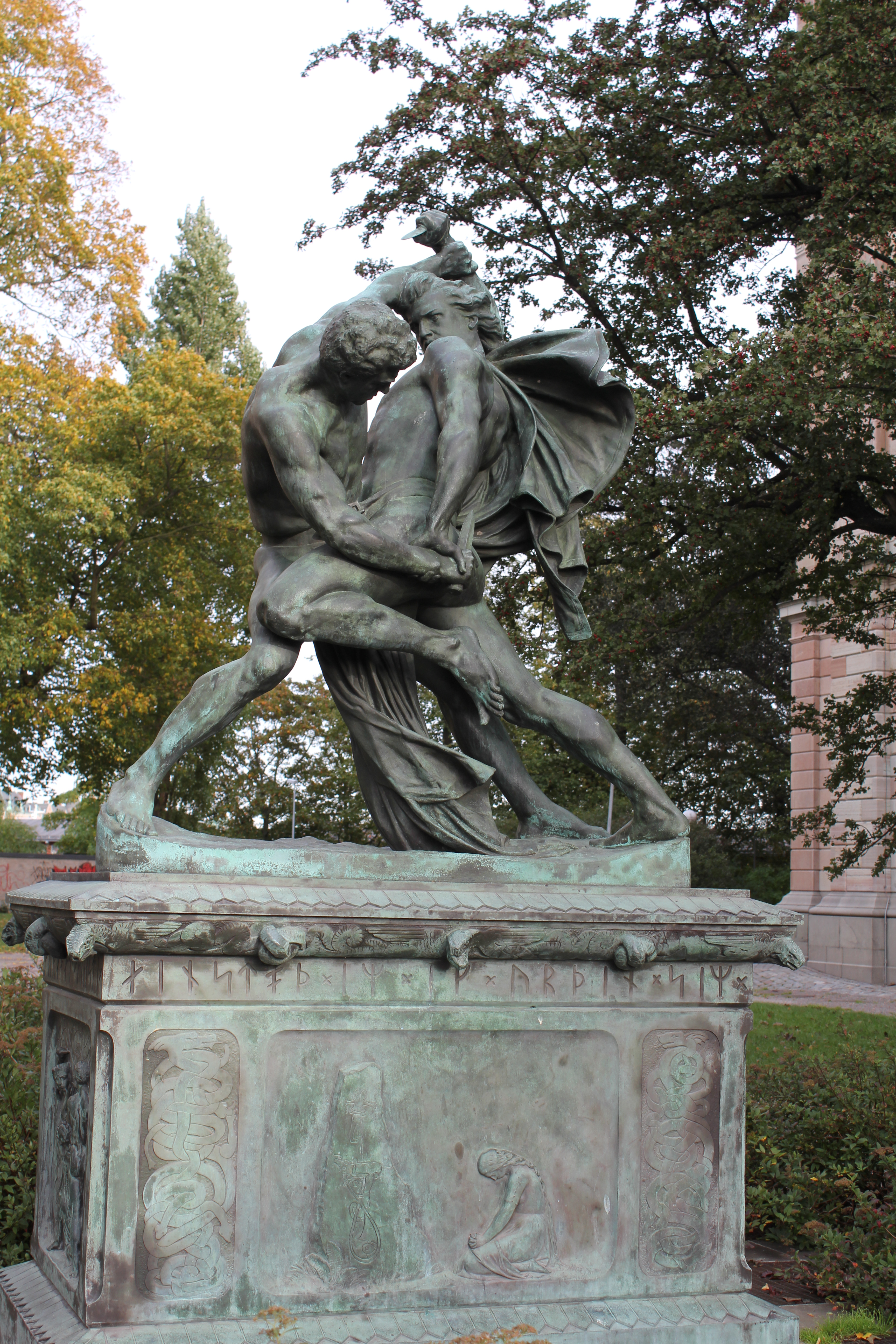
Bältespännarna från 1867 utanför Nationalmuseum på Blasieholmen i Stockholm. Notera runraden.

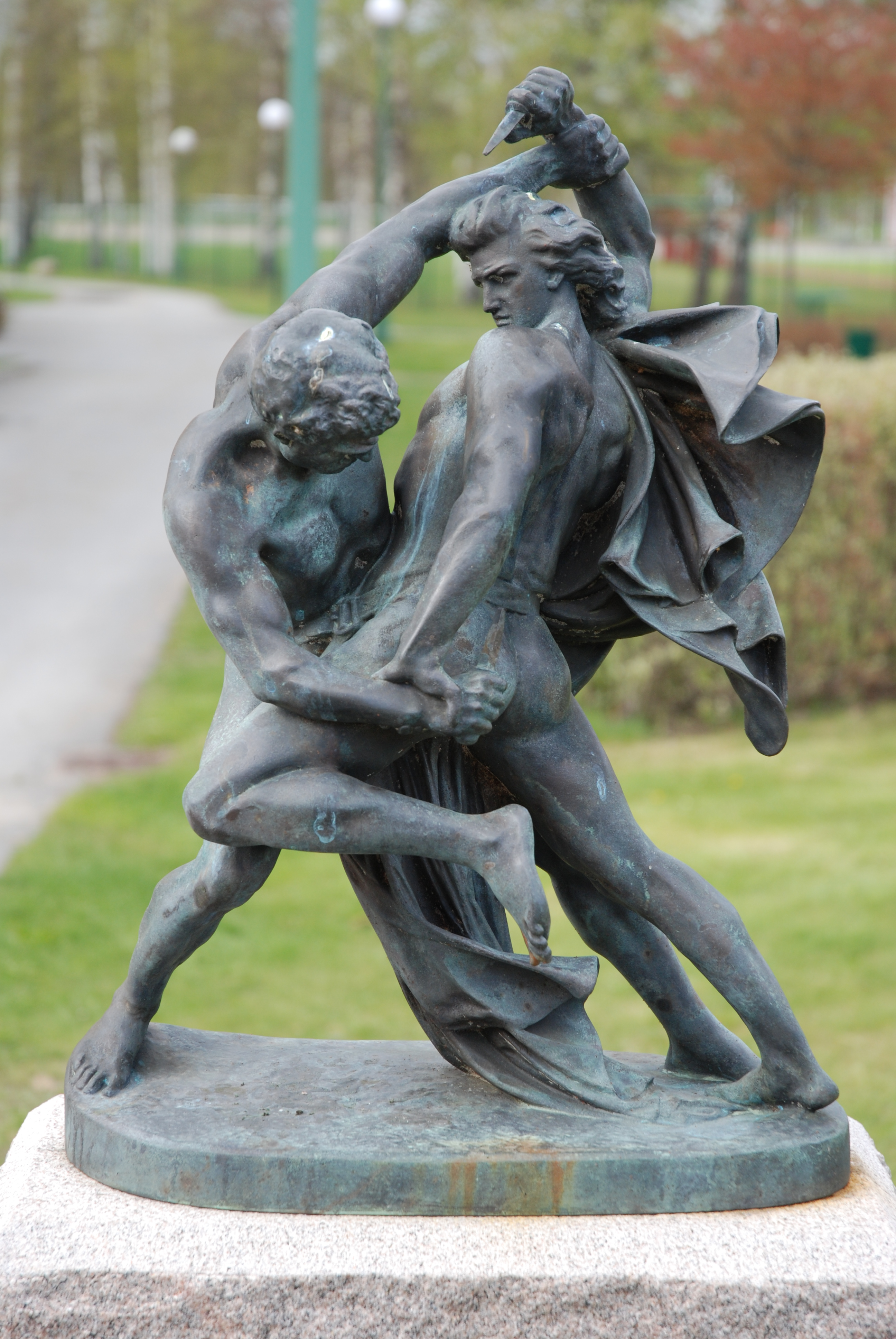
Bältespännarna i Hällefors.

Bältespännarna, eller Bältespännaregruppen, är en nationalromantisk skulptur av Johan Peter Molin från mitten av 1800-talet som föreställer två mansfigurer inbegripna i den mytiska forntida tvekampsformen "spänna bälte". Skulpturen blev Molins stora genombrott som konstnär och var under en period oerhört populär över hela Europa. Skulpturen gjordes i flera utföranden, och finns bland annat utställd i Bältespännarparken i Göteborg, utanför Nationalmuseum i Stockholm, utanför Vänersborgs museum och i Mästarnas Park i Hällefors.

## Utförande
Utöver de båda kämpade mansgestalterna består skulpturen av en kvadratisk sockel där de fyra sidorna bär bilder i grund relief som berättar om bältespännardramats olika faser. Utöver dessa bilder finns även på tre av de fyra sidorna slingrande ormliknande ornament med runor och vissa versioner av skulpturen bär också en bård med runor högt uppe på sockeln.
De tidiga versionerna, som den första som ställdes upp i Göteborg, saknar runraden men på de senare, exempelvis på den som idag står i Bältespännarparken löper runorna som en bård högt upp på sockeln. Länge var det oklart om dessa runor bara utgjorde dekoration eller om de faktiskt hade någon betydelse. Korrespondens från Molin visar dock att texten hela tiden var tänkt att vara där och att den är hämtad från den fornnordiska Eddan. Problemet för Molin var att Eddan inte är skriven med runor. Han hade stora problem att få den översatt och tog hjälp av flera olika språkforskare. Texten på den horisontella runraden är hämtad från Hamdismal och är ur en av de sånger som avslutar den äldre Eddan:
ensam är jag worden, som asp i holti (lunden),
fattig på fränder, som furen på quistar.
Runraderna i slingrande ornamenten är brottstycken ur Hamdismal och Havamal.
Den första kända gjutningen där den övre runraden finns med är Stockholmsversionen från 1867

## Historik
Molin började skissa på skulpturen på 1840-talet. Som förlaga till kämparnas huvuden använde han sig av sina två vänner Gunnar Wennerberg och Hans Forssell. Hösten 1858 reste han till Paris och jobbade hårt med att färdigställa skulpturen. 1859 göts den första versionen i zink och samma år visades den upp på Parissalongen utan någon framgång. Året därpå visades den på Konstakademien i Stockholm men det var först 1862 efter att den gjutits i brons i Berlin av Geiss och visades upp där som den blev uppmärksammad. Bland annat fick Molin stora preussiska guldmedaljen för konst. Samma år visades den på Världsutställningen i London och även där blev uppmärksamheten stor och två exemplar såldes, ett till staden Köln och ett till en engelsk konsthandlare. Ett exemplar i zink beställdes också till Göteborgs stad, bekostad av Göteborgsaristokratin. Först placerades den i Brunnsparken, men flyttades den 15 maj 1863 till sin nuvarande plats. Ytterligare ett exemplar göts i brons 1867 i Nürnberg på beställning från Nürnbergs nationalmuseum och placerades i parken norr om museet. Samma år beställde även Nationalmuseum i Stockholm ett exemplar som göts i Nürnberg av Lenz-Herold till museets invigning och placerades utanför entrén. 
Eftersom Göteborgsskulpturen var i bronsbeklädd zink korroderade den snabbt i den göteborgska havsluften. 1872 fick den totalrenoveras och 1913 var den så förstörd att en ny version i brons beställdes vilken avtäcktes den 20 mars 1914. För avgjutningen användes Stockholmsversionen från 1867 och det hela finansierades med 7 500 kronor ur Charles Felix Lindbergs donationsfond. Den förstörda originalstatyn från Göteborg köptes av Vänersborgs stad. Skulpturen fortsatte där att korrodera, till slut lossnade ett av huvudena och skulpturen fick ersättas av en ny gjutning på 1960-talet vilken idag är placerad framför Vänersborgs museum.
Bältespännarna blev väldigt populär och bilder av den reproducerades i tidningar och i kalendrar över hela Europa. Inspirerat av skulpturen skrevs det dikter, romaner och i Österrike skrevs det en opera. Gustavsberg skapade en miniatyrvariant cirka 80 cm hög i parian som såldes under 1800-talets andra hälft.

## Lokaler i Sverige
- i Bältespännarparken i Göteborg 57°42′10.32″N 11°58′18.03″Ö / 57.7028667°N 11.9716750°Ö
- utanför Nationalmuseum i Stockholm 59°19′43″N 18°04′40″Ö / 59.32861°N 18.07778°Ö
- utanför Vänersborgs museum 58°22′47″N 12°19′45″Ö / 58.37972°N 12.32917°Ö
- i Mästarnas Park i Hällefors 59°47′2.36″N 14°31′3.69″Ö / 59.7839889°N 14.5176917°Ö

## Fotogalleri

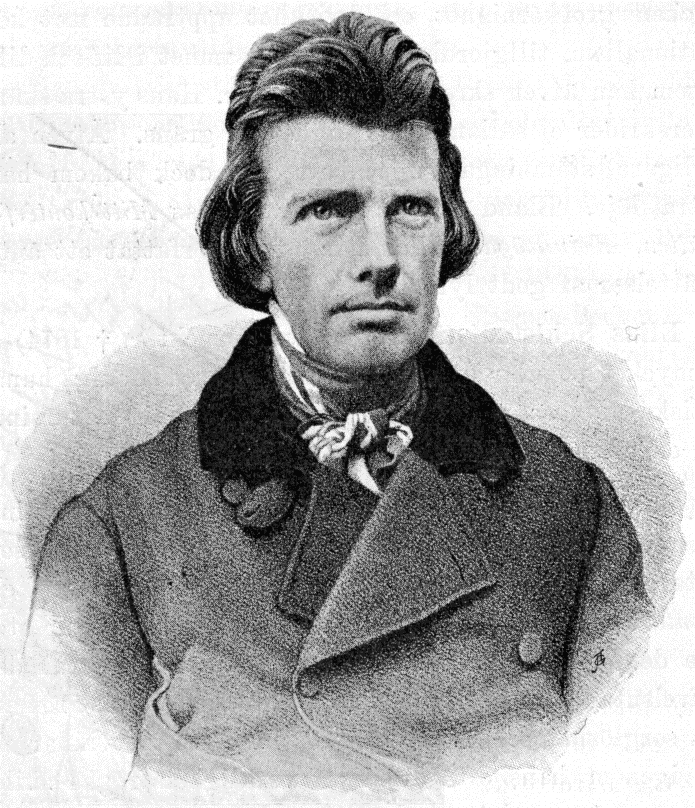
Gunnar Wennerberg stod modell för huvudet på den ena kämpen.
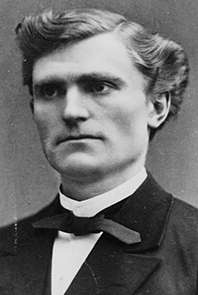
Och Hans Forssell stod modell för huvudet på den andre kämpen.
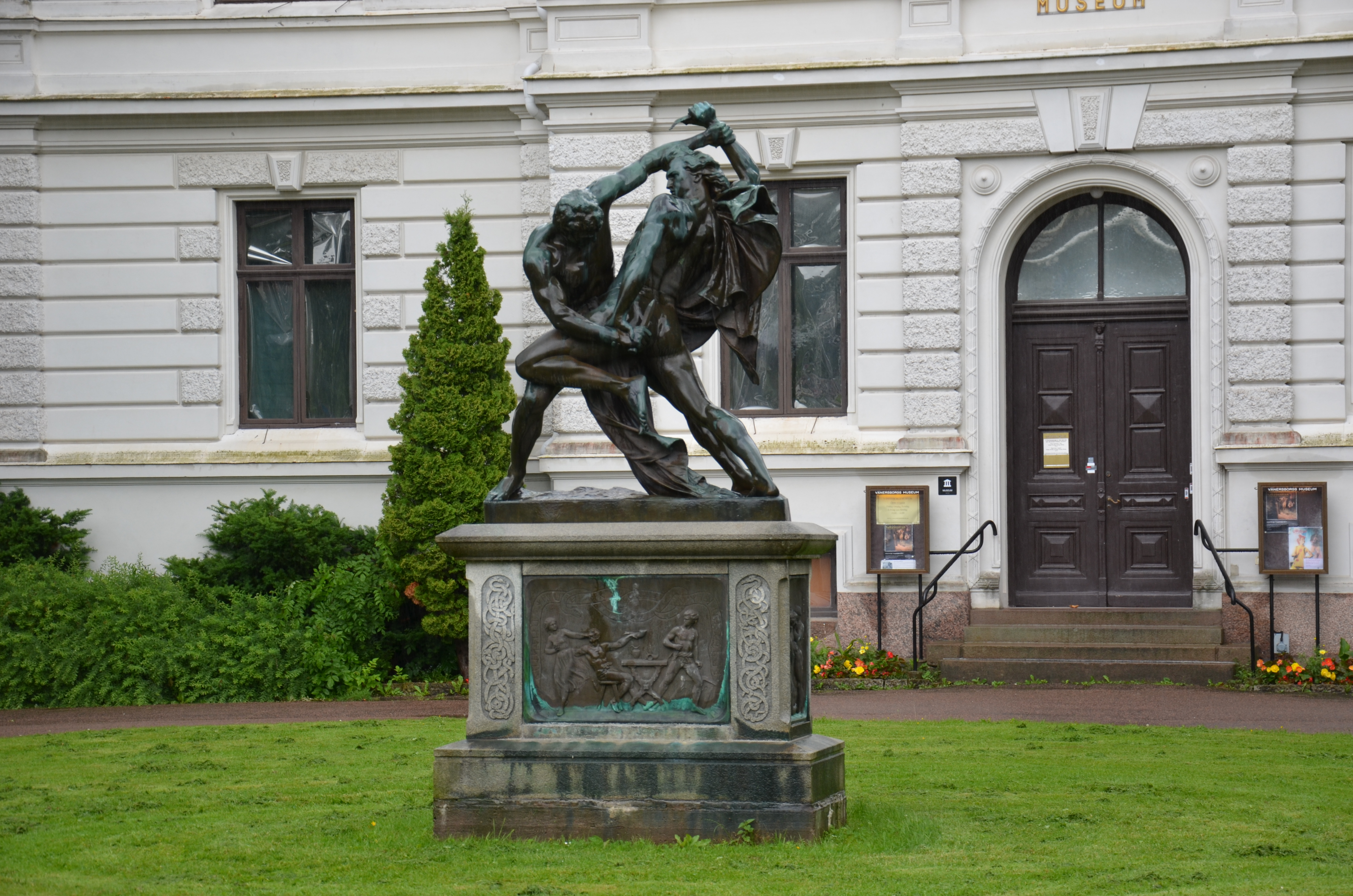
Bältespännarna (nygjutning från 1960-talet) utanför Vänersborgs museum.
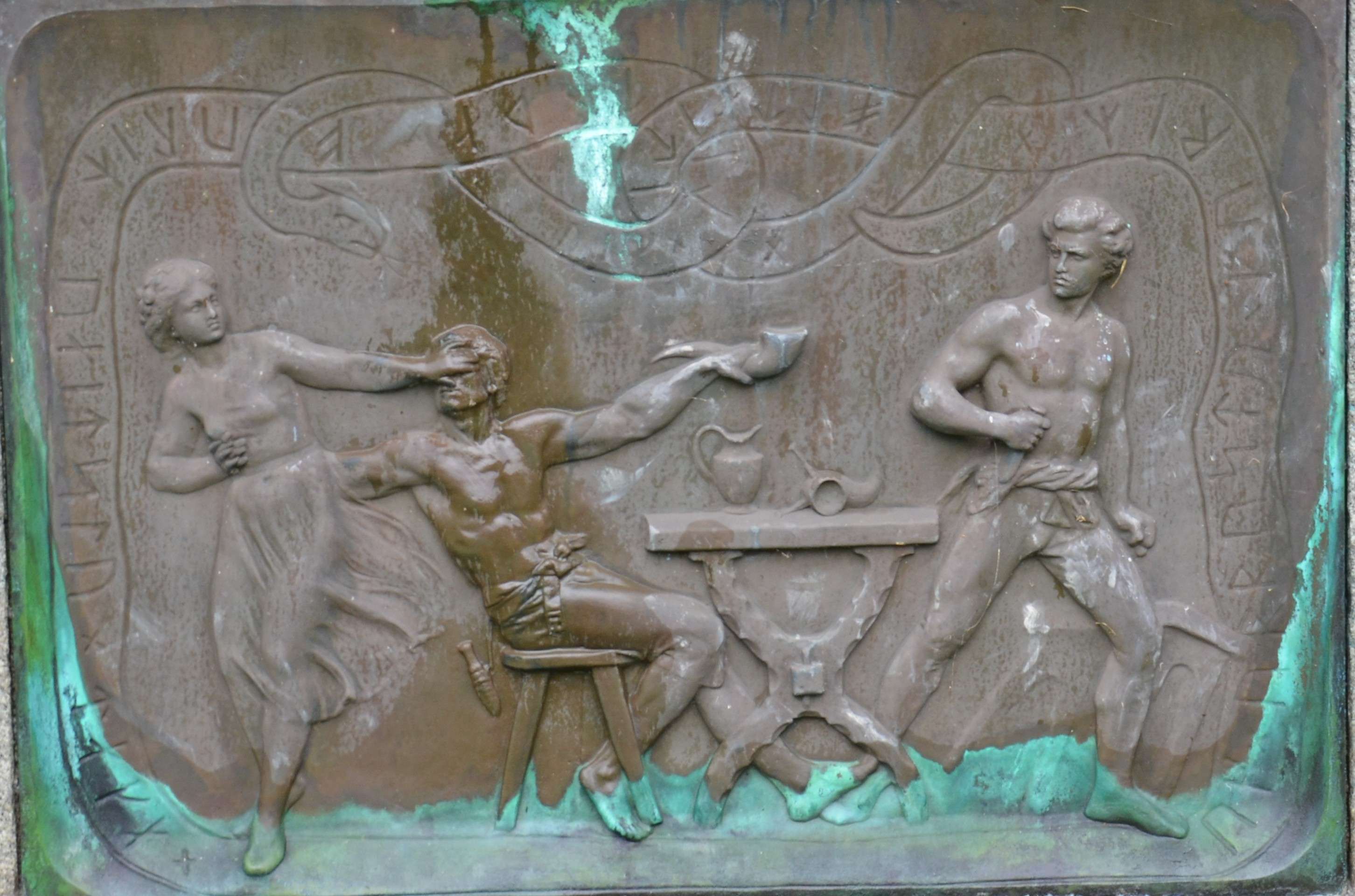
Relief på skulpturen i Vänersborg
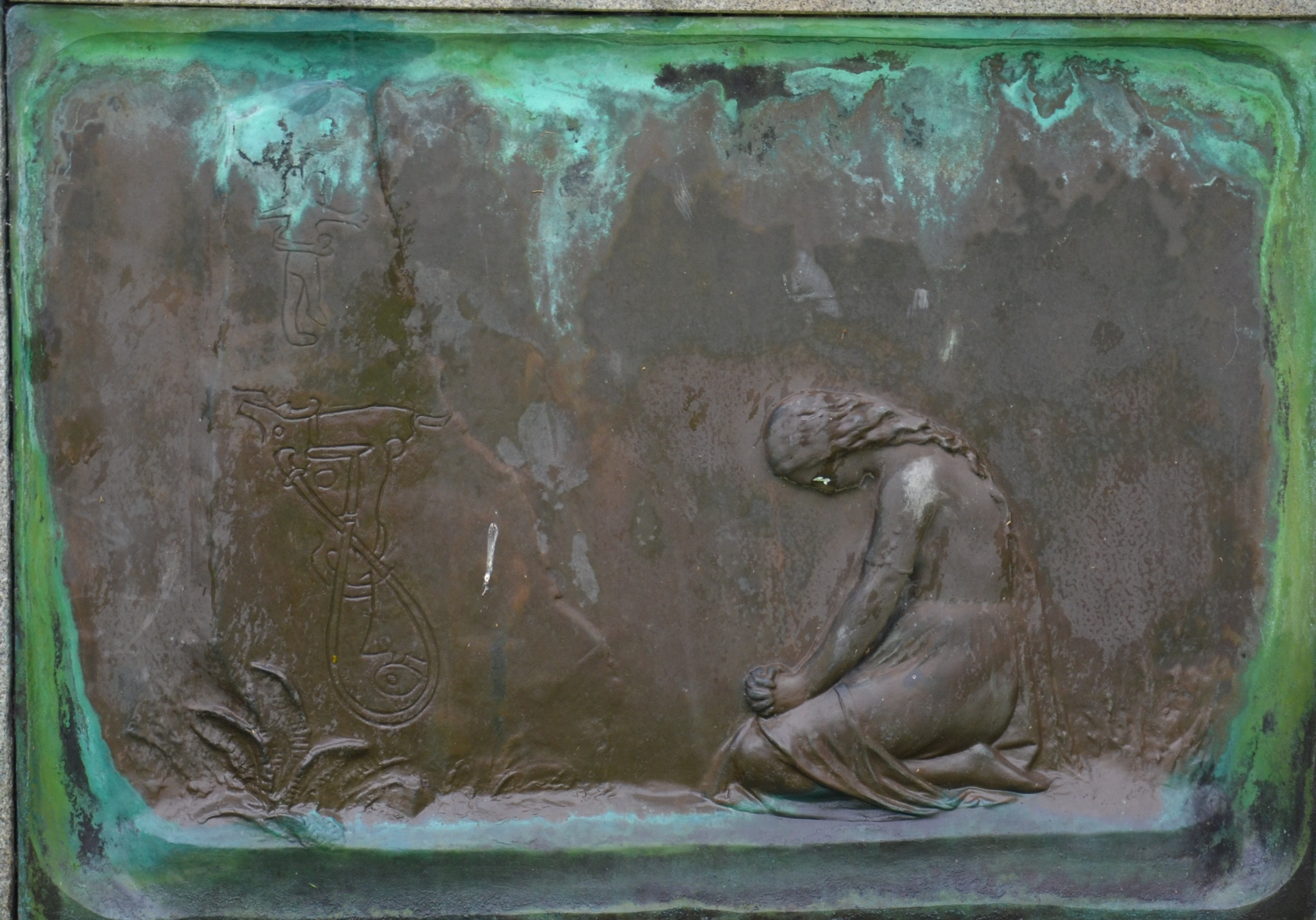
Relief på skulpturen i Vänersborg
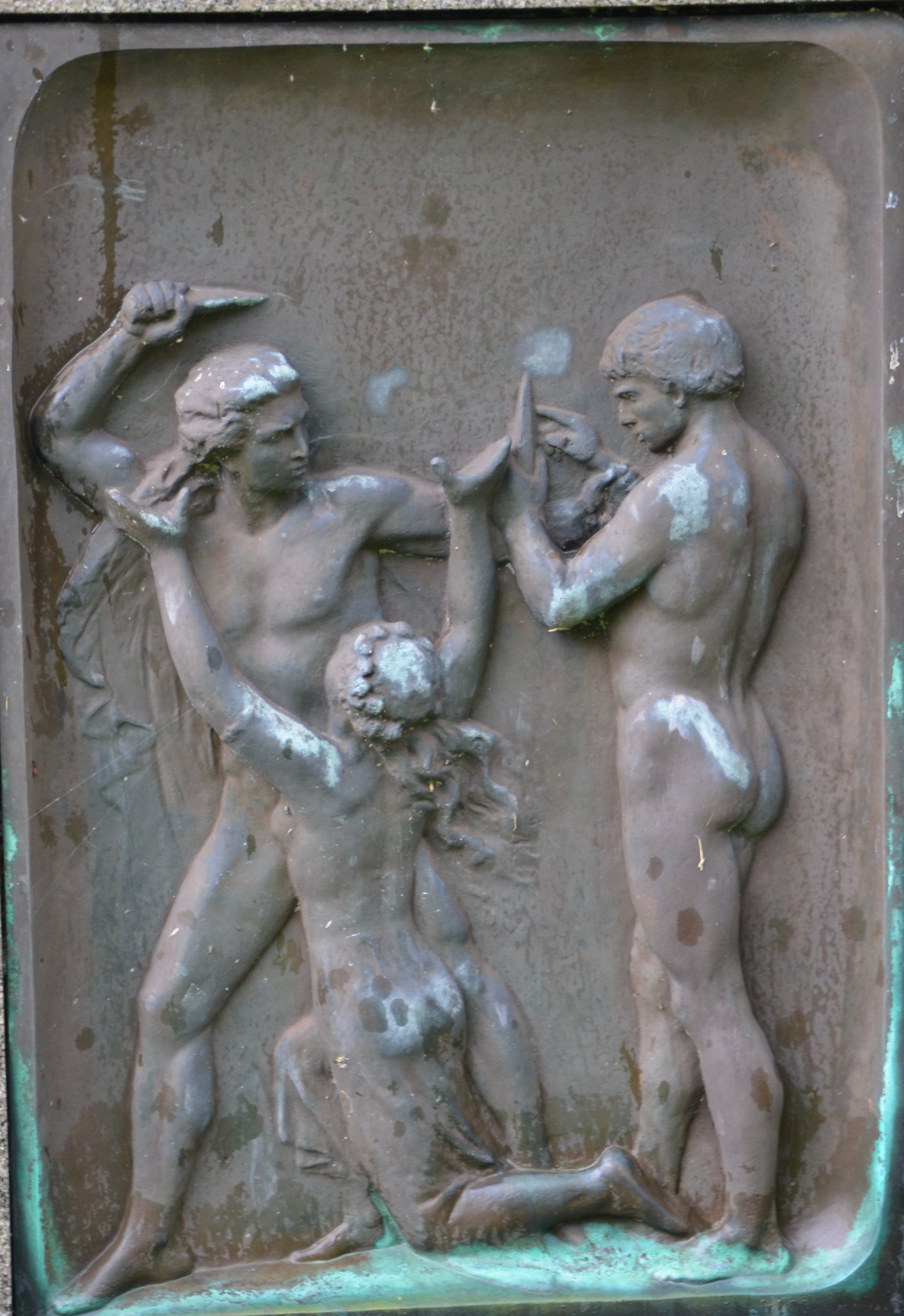
Relief på skulpturen i Vänersborg
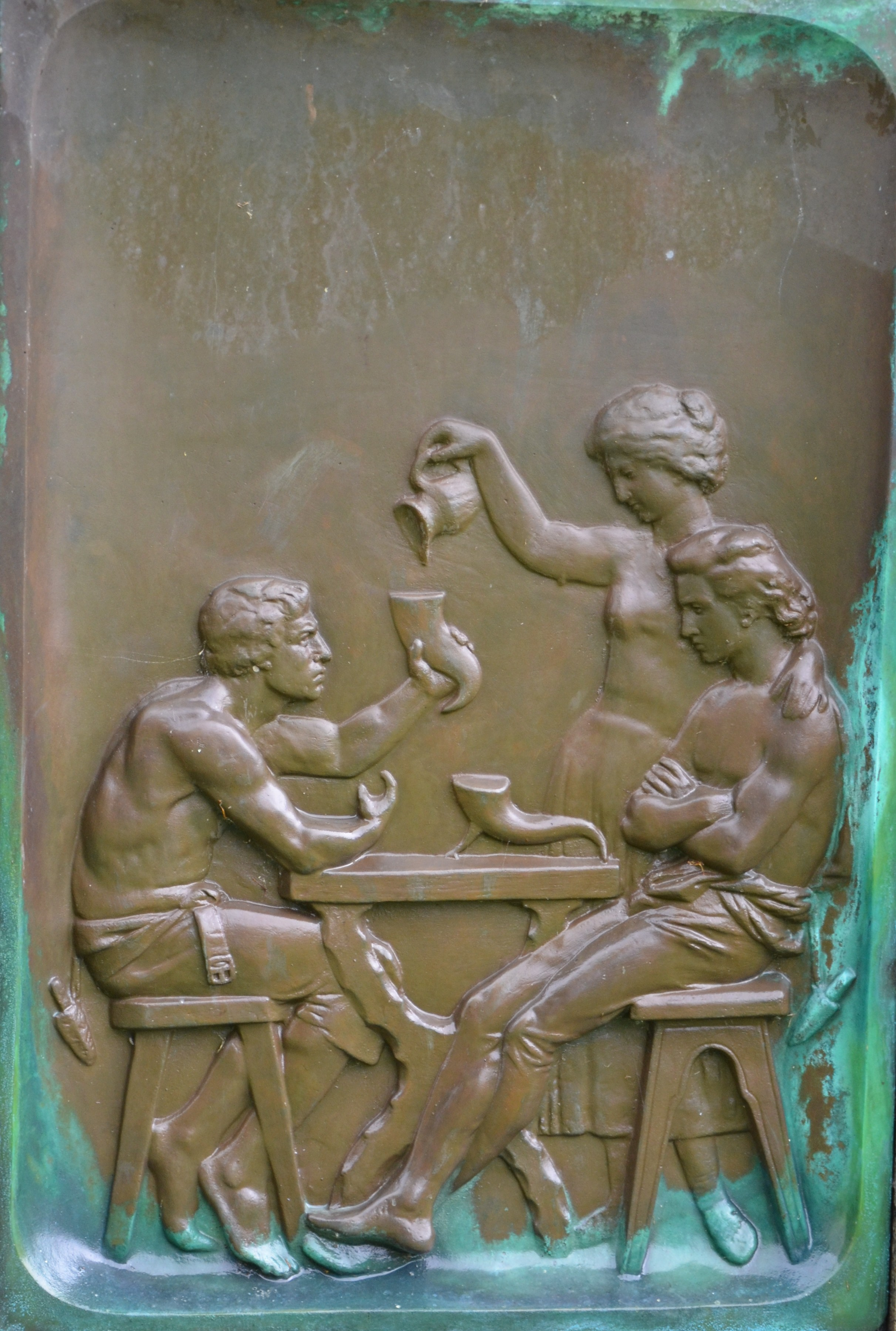
Relief på skulpturen i Vänersborg
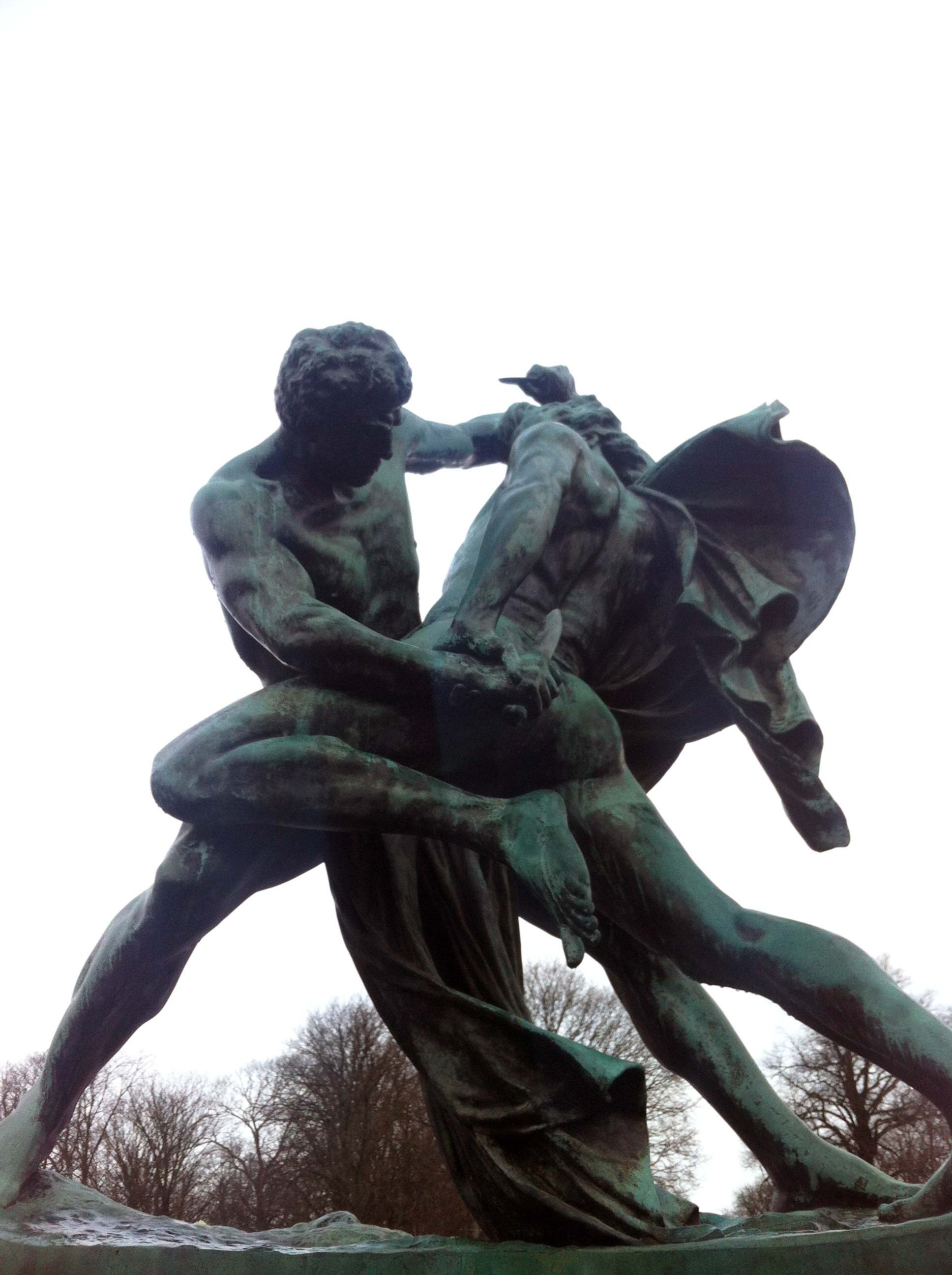
Bältespännarna (nygjutning från 1913) i Bältespännarparken i Göteborg, 2013.